# Rerum Ecclesiae
Rerum Ecclesiae és una encíclica del papa Pius XI, publicada el 28 de febrer de 1926, dedicada al tema de l'evangelització dels pobles no cristians. En aquesta encíclica, el papa convida a una millor organització missionera insistint especialment en l'arrelament local de l'obra missionera i la implantació d'una Església indígena gràcies a la formació del clergat local.

## Contingut
Recordant l'important treball realitzat des de la segona meitat del segle xix per l'obra de la Propagació de la Fe de Pauline Jaricot el 1Papa va convidar els bisbes i arquebisbes de ser tan generosos com abans per al treball missioner.
Tot i això, insistia en una implantació més local de les noves esglésies:
- fomentant encara més les vocacions locals i insistint en una formació intel·lectual més del clergat
- convidant a la fundació de congregacions religioses indígenes
- desitjant una millor distribució territorial de les forces missioneres
- convidant en particular a la introducció de la vida contemplativa al territori de la missió (la vida contemplativa forma part integral de la vida de totes les Esglésies)